# جولیانو جولیانی
جولیانو جولیانی (انگلیسی: Giuliano Giuliani; ۲۹ سپتامبر ۱۹۵۸ – ۱۴ نوامبر ۱۹۹۶) بازیکن فوتبال اهل ایتالیا بود.
از باشگاه‌هایی که در آن بازی کرده‌است می‌توان به باشگاه فوتبال هلاس ورونا، باشگاه فوتبال اودینزه، باشگاه فوتبال کومو، باشگاه فوتبال ناپولی، و باشگاه فوتبال اتلتیکو آرتزو اشاره کرد.